# アンワル・ウル＝ハク・アハディ

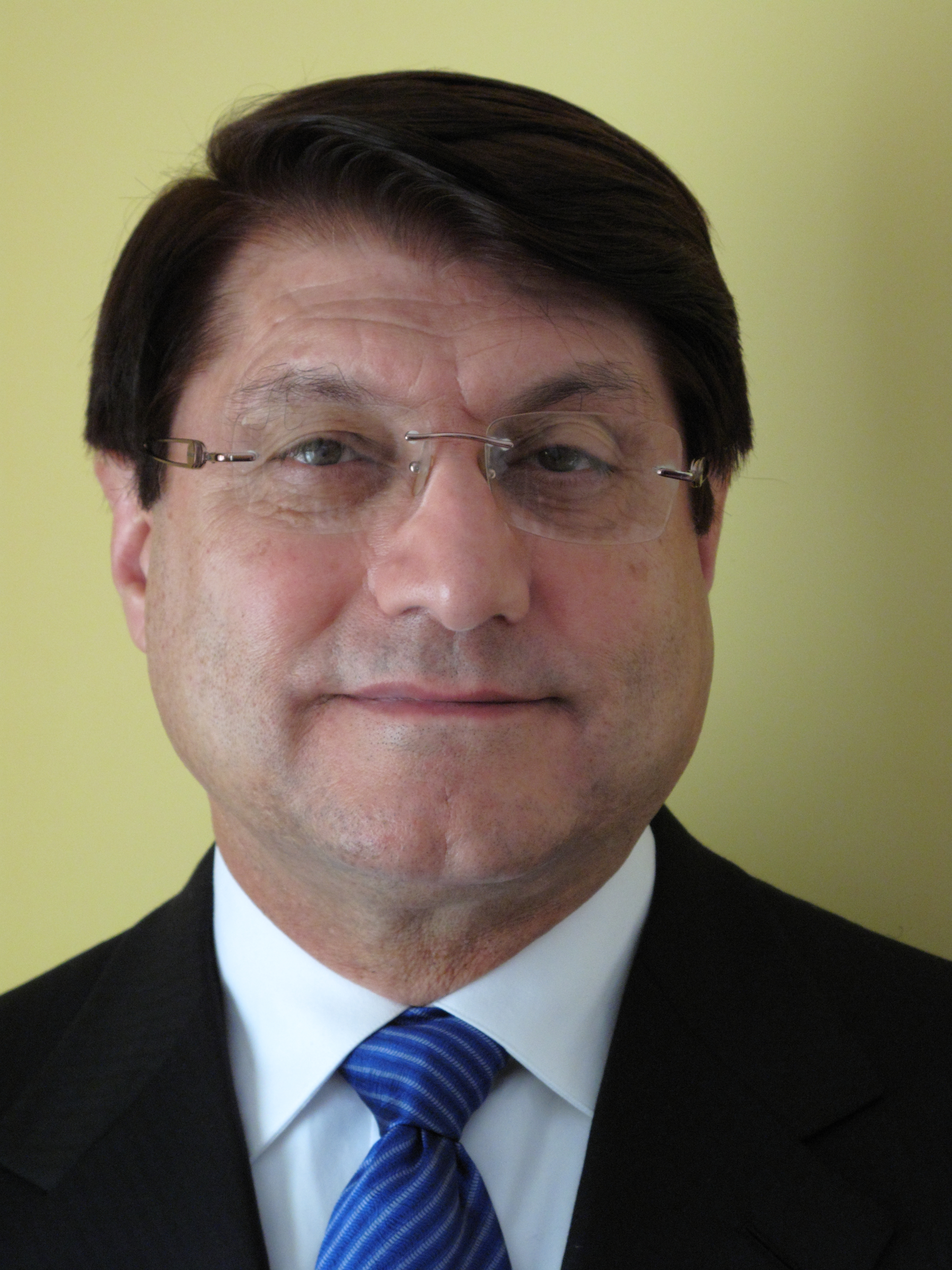
アンワル・ウル＝ハク・アハディ

アンワル・ウル＝ハク・アハディ（パシュトー語: انوارالحق احدی、Anwar ul-Haq Ahadi、1951年 - ）は、アフガニスタンの政治家。アフガニスタン社会民主党議長。現通商産業大臣。元財務相。アンワルル・ハク・アハディー、アンワルルハク・アハディなどとも表記される。

## 経歴
カーブル州サロビ郡ジグダライ村出身。父のアブドゥル・ハク・アハディは、各州で検察官・裁判官を務めた。
1969年、ハビビア貴族学校を卒業し、カーブル大学で学ぶ。1969年からアフガン社会民主党員。アメリカ国際発展局の奨学金で、ベイルート・アメリカン大学に留学。経済学と「政治規律」の修士号と学士号、シカゴ大学のMBAを有する。ミネソタ大学の博士課程に在籍した。
1979年のソ連軍のアフガン侵攻に反対し、アメリカ国内の国家機関や国際フォーラムでデモを行い、占領軍の撤退を要求した。
シカゴのコンチネンタル・バンクで秘書として2年間働く。1984年からカーロット大学の政治学教授の助手。1985年～1987年、シカゴのContinental Elona Bankの部長。1987年～1992年、プロヴィデンス・カレッジの「政治学と国際関係」講座の教授。
1995年、アフガニスタン社会民主党議長。
2002年3月～2004年12月、アフガニスタン中央銀行総裁。2004年12月23日～2010年1月、財務相。
2010年6月、通商産業大臣に就任。